# 그녀의 전설
《그녀의 전설》은 2015년에 제작한 대한민국의 단편 영화이다.

## 캐스팅
- 최강희 : 유진 역
- 은희 : 엄마 '곰' 역 (목소리)
- 김기범 : 엄마 '곰' 역
- 조호영 : 민호 역